# 2014年のパシフィック・リーグクライマックスシリーズ
2014年のパシフィック・リーグクライマックスシリーズは、2014年10月に開催された、プロ野球パシフィック・リーグのクライマックスシリーズである。

## 概要
クライマックスシリーズは、日本選手権シリーズの出場権を懸けたプレーオフトーナメントである。なお本大会は株式会社ローソンの特別協賛を得ており、「2014 LAWSON クライマックスシリーズ・パ」と銘打って開催された。本大会で出場した3チームはいずれも前年はBクラスだったチームであった。

### ファーストステージ
2014年度レギュラーシーズン第2位のオリックス・バファローズと第3位の北海道日本ハムファイターズが3戦2勝先取制で争い、勝者がファイナルステージに進出する。
会期：10月11日から10月14日（10月13日は台風19号への影響があるため中止・予備日の14日に順延 - 14日までにすべての試合が消化できない場合は打ち切り）
試合開始時間：10月11・12日 14時00分、10月14日 18時00分開始
球場：京セラドーム大阪

### ファイナルステージ
2014年度レギュラーシーズン第1位（1勝分のアドバンテージが与えられる）の福岡ソフトバンクホークスとファーストステージ勝者の北海道日本ハムファイターズが6戦4勝先取制で争い、勝者がSMBC日本シリーズ2014への出場権を得る。
会期：10月15日から10月20日（予備日：10月21日・10月22日 - 22日までにすべての試合が消化できない場合は打ち切り）
試合開始時間：10月15-17・20日（および予備日） 18時00分。10月18・19日 13時00分。
球場：福岡ヤフオク!ドーム

### トーナメント表
|  | 1stステージ（準決勝） | 1stステージ（準決勝） |                                  |         | ファイナルステージ（決勝） | ファイナルステージ（決勝） |
|  |                       |                       |                                  |         |                            |                            |
|  |                       |                       |                                  |         |                            |                            |
|  |                       |                       |                                  |         |                            |                            |
|  |                       |                       |                                  |         |                            |                            |
|  |                       |                       | （6戦4勝制） 福岡ヤフオク!ドーム |         |                            |                            |
|  |                       |                       |                                  |         |                            |                            |
|  | ソフトバンク          | ☆○●●○●○               |                                  |         |                            |                            |
|  | ソフトバンク          | ☆○●●○●○               | （3戦2勝制） 京セラドーム大阪    |         |                            |                            |
|  |                       |                       | 日本ハム                         | ★●○○●○● |                            |                            |
|  | オリックス            | ●○●                   | 日本ハム                         | ★●○○●○● |                            |                            |
|  | オリックス            | ●○●                   |                                  |         |                            |                            |
|  | 日本ハム              | ○●○                   |                                  |         |                            |                            |
|  | 日本ハム              | ○●○                   |                                  |         |                            |                            |
|  |                       |                       |                                  |         |                            |                            |
|  |                       |                       |                                  |         |                            |                            |
|  |                       |                       |                                  |         |                            |                            |
|  |                       |                       |                                  |         |                            |                            |

☆・★=ファイナルステージのアドバンテージによる1勝・1敗分

## 試合経過

### ファーストステージ
2008年以来6年ぶりの京セラドーム大阪での開催となり、オリックスも6年ぶりのAクラス入りを果たし、また対戦相手も日本ハムでこの組み合わせも6年ぶりとなった。初戦を日本ハムが取り、2戦目はT岡田の逆転3ランホームランでオリックスにCS初勝利をもたらすが、3戦目は投手戦となり、延長10回に中田が勝ち越しホームランを放ち、これが決勝点となり、6年前同様日本ハムがオリックスを下してファイナルステージ進出を決めた。日本ハムは2年ぶりにファイナルステージで戦うが、ファーストステージ突破でのファイナルステージは6年ぶりである。一方オリックスは1勝1敗のタイに迫ったが、後一歩及ばなかった。球団初のファイナルステージ進出は逃したが、試合の主導権を握るなど、6年前より進歩の見える試合展開を見せた。また、先制したチームが全試合敗戦という結果になった。

#### 第1戦（10月11日）

##### スコア（ファーストステージ第1戦）
●オリックス 3 - 6 日本ハム○　（京セラドーム大阪）
|            | 1 | 2 | 3 | 4 | 5 | 6 | 7 | 8 | 9 | R | H  | E |
| ---------- | - | - | - | - | - | - | - | - | - | - | -- | - |
| 日本ハム   | 0 | 0 | 0 | 0 | 1 | 2 | 1 | 2 | 0 | 6 | 10 | 1 |
| オリックス | 0 | 2 | 0 | 0 | 0 | 1 | 0 | 0 | 0 | 3 | 5  | 0 |

1. （オリックス0勝1敗）
2. 日：○大谷 (6回) - H宮西 (0回2/3) - Hクロッタ (1回1/3) - S増井 (1回)
3. オ：金子千尋 (6回) - ●岸田 (0回2/3) - 比嘉 (0回1/3) - 佐藤達 (0回2/3) - マエストリ (1回) - 中山 (0回1/3)
4. 勝利：大谷（1勝）
5. セーブ：増井（1S）
6. 敗戦：岸田（1敗）
7. 審判
［球審］佐々木
［塁審］吉本（1B）、橘高（2B）、福家（3B）
［外審］橋本（LL）、柳田（RL）
8. 開始：14時00分　観衆：35,889人　時間：4時間1分

###### オーダー
| 日本ハム | 日本ハム | 日本ハム |
| 打順     | 守備     | 選手     |
| -------- | -------- | -------- |
| 1        | [右]     | 西川     |
| 2        | [二]     | 中島卓   |
| 3        | [中]     | 陽       |
| 4        | [左]一   | 中田     |
| 5        | [一]     | 小谷野   |
|          | 走左     | 杉谷     |
| 6        | [三]     | 近藤     |
| 7        | [指]     | ミランダ |
|          | 走指     | 谷口     |
| 8        | [遊]     | 大引     |
| 9        | [捕]     | 大野     |

| オリックス | オリックス | オリックス |
| 打順       | 守備       | 選手       |
| ---------- | ---------- | ---------- |
| 1          | [二]       | 平野恵     |
| 2          | [左]       | 坂口       |
| 3          | [指]       | 糸井       |
| 4          | [一]       | T-岡田     |
| 5          | [遊]       | 安達       |
| 6          | [右]       | 川端       |
| 7          | [三]       | ヘルマン   |
| 8          | [中]       | 駿太       |
| 9          | [捕]       | 伊藤       |

オリックスは金子、日本ハムは大谷の先発。2回裏、オリックスは2死満塁のチャンスを作ると平野恵の押し出し四球、さらに坂口の押し出し死球で2点を先制。先発の金子は4回まで無失点に抑えていたが、5回表、日本ハムは2死3塁のチャンスで大野の適時打で1点を返す。さらに6回表には2死1・2塁のチャンスで近藤の適時打で同点とし、続くミランダの適時二塁打で逆転した。6回裏にオリックスは1死2塁から川端の適時打で同点とする。金子、大谷共に6回でマウンドを降りた。7回表、日本ハムは2番手の岸田を攻めて1死1・3塁とすると中島卓のスクイズで1点を入れ勝ち越した。さらに8回表には無死2・3塁で近藤の犠飛、さらに2死満塁から西川の押し出し四球で2点を入れ試合を決定づけた。日本ハムはリリーフ陣が奮闘し初戦を取りファイナルステージ進出に王手を賭けた。一方オリックスは先発の金子が粘れずリリーフ陣も打ち込まれ後がなくなった。

#### 第2戦（10月12日）

##### スコア（ファーストステージ第2戦）
○オリックス 6 - 4 日本ハム●　（京セラドーム大阪）
|            | 1 | 2 | 3 | 4 | 5 | 6 | 7 | 8 | 9 | R | H  | E |
| ---------- | - | - | - | - | - | - | - | - | - | - | -- | - |
| 日本ハム   | 2 | 0 | 0 | 0 | 0 | 0 | 1 | 1 | 0 | 4 | 10 | 0 |
| オリックス | 0 | 0 | 0 | 0 | 0 | 1 | 2 | 3 | X | 6 | 5  | 1 |

1. （オリックス1勝1敗）
2. 日：上沢 (6回2/3) - クロッタ (0回1/3) - ●谷元 (0回2/3) - 鍵谷 (0回1/3)
3. オ：ディクソン (5回2/3) - 佐藤達 (0回2/3) - 比嘉 (0回2/3) - ○馬原 (1回) - S平野佳 (1回)
4. 勝利：馬原（1勝）
5. セーブ：平野佳（1S）
6. 敗戦：谷元（1敗）
7. 本塁打
日：ミランダ1号（7回1点・佐藤達）
オ：T-岡田1号（8回3点・谷元）
8. 審判
［球審］福家
［塁審］橘高（1B）、橋本（2B）、柳田（3B）
［外審］白井（LL）、吉本（RL）
9. 開始：14時00分　観衆：36,012人　時間：3時間32分

###### オーダー
| 日本ハム | 日本ハム | 日本ハム |
| 打順     | 守備     | 選手     |
| -------- | -------- | -------- |
| 1        | [右]     | 西川     |
| 2        | [二]     | 中島卓   |
| 3        | [中]     | 陽       |
| 4        | [左]     | 中田     |
| 5        | [一]     | 小谷野   |
| 6        | [三]     | 近藤     |
| 7        | [指]     | ミランダ |
|          | 走指     | 村田     |
| 8        | [遊]     | 大引     |
|          | 打       | 稲葉     |
|          | 走遊     | 飯山     |
| 9        | [捕]     | 市川     |
|          | 捕       | 大野     |

| オリックス | オリックス | オリックス |
| 打順       | 守備       | 選手       |
| ---------- | ---------- | ---------- |
| 1          | [二]       | 平野恵     |
|            | 二         | 原         |
|            | 走二       | 岩﨑       |
| 2          | [遊]       | 安達       |
| 3          | [指]       | 糸井       |
| 4          | [一]       | T-岡田     |
| 5          | [左]       | 坂口       |
| 6          | [右]       | 川端       |
|            | 三         | 縞田       |
| 7          | [三]       | ヘルマン   |
|            | 右         | 中村       |
| 8          | [中]       | 駿太       |
| 9          | [捕]       | 山崎勝     |
|            | 捕         | 伊藤       |

後がなくなったオリックスはディクソン、日本ハムは上沢の先発で始まった。日本ハムは1回表に2死1・2塁のチャンスで小谷野の2点適時二塁打で先制する。6回裏、オリックスは2死2塁から原の適時打で1点を返す。先発の上沢はこの回途中で降板した。7回表に日本ハムはミランダの本塁打で1点を追加する。オリックスはその裏、2死2・3塁のチャンスでヘルマンの2点適時二塁打で同点に追いついたが、後が続かず勝ち越せなかった。8回表に日本ハムは1死1.2塁のチャンスで今シーズン限りで引退する稲葉が代打で登場し、適時打を放ち勝ち越しに成功する。オリックスは8回裏に3番手の谷元を攻め、2死1.2塁から3三振していた4番T-岡田が逆転3点本塁打を放ち逆転に成功した。この本塁打はオリックス初のCSでの本塁打となった。9回を抑えの平野が締めてゲームセット。オリックスが球団初のCS勝利を挙げファイナルステージ進出に逆王手を賭けた。オリックスのポストシーズンの勝利は1996年の日本シリーズ第5戦以来18年ぶりのことだった。また、CSの連敗も3で止めた。一方日本ハムは3番手の谷元が誤算だった。

#### 第3戦（10月14日）

##### スコア（ファーストステージ第3戦）
●オリックス 1 - 2 日本ハム○　（京セラドーム大阪）
|            | 1 | 2 | 3 | 4 | 5 | 6 | 7 | 8 | 9 | 10 | R | H | E |
| ---------- | - | - | - | - | - | - | - | - | - | -- | - | - | - |
| 日本ハム   | 0 | 0 | 0 | 0 | 0 | 1 | 0 | 0 | 0 | 1  | 2 | 9 | 1 |
| オリックス | 1 | 0 | 0 | 0 | 0 | 0 | 0 | 0 | 0 | 0  | 1 | 7 | 1 |

1. （オリックス1勝2敗）
2. 日：メンドーサ (5回) - H鍵谷 (2回) - H白村 (0回1/3) - H宮西 (0回2/3) - ○クロッタ (1回) - S増井 (1回)
3. オ：西 (5回1/3) - H佐藤達 (1回2/3) - H馬原 (1回) - ●平野佳 (2回)
4. 勝利：クロッタ（1勝）
5. セーブ：増井（2S）
6. 敗戦：平野佳（1敗1S）
7. 本塁打
日：中田1号（10回1点・平野佳）
オ：駿太1号（1回1点・メンドーサ）
8. 審判
［球審］柳田
［塁審］橋本（1B）、白井（2B）、吉本（3B）
［外審］佐々木（LL）、橘高（RL）
9. 開始：18時00分　観衆：32,588人　時間：4時間17分

###### オーダー
| 日本ハム | 日本ハム | 日本ハム |
| 打順     | 守備     | 選手     |
| -------- | -------- | -------- |
| 1        | [右]     | 西川     |
| 2        | [二]     | 中島卓   |
| 3        | [中]     | 陽       |
| 4        | [左]一   | 中田     |
| 5        | [指]     | 大谷     |
| 6        | [一]     | 小谷野   |
|          | 左       | 杉谷     |
| 7        | [三]     | 近藤     |
| 8        | [遊]     | 大引     |
|          | 打       | 稲葉     |
|          | 走遊     | 飯山     |
| 9        | [捕]     | 大野     |
|          | 打       | ミランダ |
|          | 捕       | 市川     |

| オリックス | オリックス | オリックス |
| 打順       | 守備       | 選手       |
| ---------- | ---------- | ---------- |
| 1          | [中]右中   | 駿太       |
| 2          | [遊]       | 安達       |
| 3          | [指]       | 糸井       |
| 4          | [一]       | T-岡田     |
| 5          | [左]中左   | 坂口       |
| 6          | [右]左     | 川端       |
|            | 右         | 中村       |
| 7          | [三]       | ヘルマン   |
|            | 三         | 縞田       |
| 8          | [二]       | 原         |
| 9          | [捕]       | 伊藤       |
|            | 走         | 岩﨑       |

勝ったほうが福岡への切符を手にする第3戦、オリックスは西、日本ハムはメンドーサが先発した。1回裏、オリックスは駿太が先頭打者本塁打を放ち1点を先制する。その後は両先発投手の好投で点が入らなかったが日本ハムは6回表、1死1・3塁のチャンスで代打稲葉が前日に引き続き適時打を放ち同点に追いつく。オリックスは西をこの回途中で諦めた。両チームともリリーフ陣が好投し延長戦に入った。10回表、先頭打者の中田が9回からイニングを跨いでいた平野から試合を決定づける本塁打を放ち勝ち越し。その裏を増井が抑え日本ハムが2年ぶりにファイナルステージ進出を決めた。オリックスは投手陣が粘ったものの打線が2回以降沈黙し最後は平野が力尽き2008年同様またも日本ハムの前にファイナルステージ進出を阻まれる結果となった。
なお、オリックスのファーストステージ出場はこの年が最後となった。

### ファイナルステージ
ファイナルステージでソフトバンクと日本ハムが戦うのは2012年以来2年ぶりで、逆パターンは初。ソフトバンクは3年ぶりにリーグ優勝してこのステージに臨んだ。初戦は吉村のサヨナラタイムリーでソフトバンクが取り、第5戦は日本ハムが取り、2010年のロッテ以来4年ぶりに3位のチームが日本シリーズ進出に逆王手をかけた。また第6戦までもつれるのも4年ぶりである。第6戦は大隣の好投でソフトバンクが勝利し、3年ぶりの日本シリーズ進出を決めた。一方日本ハムは2010年のロッテ以来の3位下克上での日本シリーズ進出を逃した。

#### 第1戦（10月15日）

##### スコア（ファイナルステージ第1戦）
○ソフトバンク 3x - 2 日本ハム●　（福岡ヤフオク!ドーム）
|              | 1 | 2 | 3 | 4 | 5 | 6 | 7 | 8 | 9  | R | H | E |
| ------------ | - | - | - | - | - | - | - | - | -- | - | - | - |
| 日本ハム     | 0 | 0 | 0 | 0 | 0 | 0 | 2 | 0 | 0  | 2 | 5 | 0 |
| ソフトバンク | 0 | 0 | 1 | 0 | 0 | 0 | 0 | 0 | 2X | 3 | 9 | 0 |

1. （ソフトバンク2勝0敗）
2. 日：●浦野 (8回0/3) - 増井 (0回1/3)
3. ソ：大隣 (7回2/3) - 森 (0回2/3) - 森福 (0回1/3) - ○五十嵐 (0回1/3)
4. 勝利：五十嵐（1勝）
5. 敗戦：浦野（1敗）
6. 本塁打
日：中田1号（7回1点・大隣）
7. 審判
［球審］有隅
［塁審］山本（1B）、敷田（2B）、牧田（3B）
［外審］真鍋（LL）、杉本（RL）
8. 開始：18時00分　観衆：28,087人　時間：3時間19分

###### オーダー
| 日本ハム | 日本ハム | 日本ハム |
| 打順     | 守備     | 選手     |
| -------- | -------- | -------- |
| 1        | [右]     | 西川     |
| 2        | [二]     | 中島卓   |
| 3        | [中]     | 陽       |
| 4        | [一]     | 中田     |
| 5        | [指]     | 大谷     |
| 6        | [三]     | 小谷野   |
| 7        | [左]     | 赤田     |
|          | 走左     | 杉谷     |
| 8        | [遊]     | 大引     |
|          | 遊       | 飯山     |
| 9        | [捕]     | 市川     |

| ソフトバンク | ソフトバンク | ソフトバンク |
| 打順         | 守備         | 選手         |
| ------------ | ------------ | ------------ |
| 1            | [中]         | 柳田         |
| 2            | [遊]         | 今宮         |
| 3            | [左]         | 内川         |
| 4            | [指]         | 李大浩       |
|              | 走指         | 江川         |
| 5            | [三]         | 松田         |
| 6            | [右]         | 中村         |
| 7            | [一]         | 吉村         |
| 8            | [捕]         | 細川         |
|              | 打           | カニザレス   |
|              | 捕           | 鶴岡         |
| 9            | [二]         | 明石         |

ソフトバンクは大隣、日本ハムは浦野の先発で幕を開けた。ソフトバンクは3回裏に2死2塁のチャンスで柳田の適時二塁打で先制する。先発の大隣は6回まで無失点に抑えていたが7回表に日本ハムは先頭打者中田のソロ本塁打、さらに無死1,3塁とチャンスを広げ赤田の遊ゴロの間に三塁走者大谷が生還して逆転する。
9回裏、ソフトバンクは1死2.3塁とチャンスを広げると吉村のサヨナラ2点適時2塁打を放ちサヨナラ勝ちとなった。プレーオフ・クライマックスシリーズのサヨナラ勝ちは8度目(2012年セリーグ、第2ステージ第5戦)以来である。
ソフトバンクがアドバンテージを含めて2勝0敗とリードした。日本ハムは浦野が9回に捕まり2番手の増井も流れを止められなかった。

#### 第2戦（10月16日）

##### スコア（ファイナルステージ第2戦）
●ソフトバンク 1 - 5 日本ハム○　（福岡ヤフオク!ドーム）
|              | 1 | 2 | 3 | 4 | 5 | 6 | 7 | 8 | 9 | R | H | E |
| ------------ | - | - | - | - | - | - | - | - | - | - | - | - |
| 日本ハム     | 0 | 0 | 0 | 0 | 0 | 4 | 0 | 1 | 0 | 5 | 6 | 0 |
| ソフトバンク | 1 | 0 | 0 | 0 | 0 | 0 | 0 | 0 | 0 | 1 | 4 | 1 |

1. （ソフトバンク2勝1敗）
2. 日：中村 (3回1/3) - 谷元 (0回2/3) - ○鍵谷 (2回) - H白村 (1回) - クロッタ (1回)- 増井 (1回)
3. ソ：●武田 (6回) - 岡島 (1回) - 森福 (0回1/3) - 柳瀬 (0回2/3) - 岩嵜 (1回)
4. 勝利：鍵谷（1勝）
5. 敗戦：武田（1敗）
6. 本塁打
日：中田2号（6回2点・武田）
ソ：内川1号（1回1点・中村）
7. 審判
［球審］牧田
［塁審］敷田（1B）、真鍋（2B）、杉本（3B）
［外審］佐藤（LL）、山本（RL）
8. 開始：18時00分　観衆：29,775人　時間：3時間30分

###### オーダー
| 日本ハム | 日本ハム | 日本ハム |
| 打順     | 守備     | 選手     |
| -------- | -------- | -------- |
| 1        | [右]     | 西川     |
| 2        | [二]     | 中島卓   |
| 3        | [中]     | 陽       |
| 4        | [左]一   | 中田     |
| 5        | [指]     | 大谷     |
| 6        | [一]     | ミランダ |
|          | 走左     | 杉谷     |
| 7        | [三]     | 近藤     |
| 8        | [遊]     | 大引     |
| 9        | [捕]     | 市川     |
|          | 捕       | 大野     |

| ソフトバンク | ソフトバンク | ソフトバンク |
| 打順         | 守備         | 選手         |
| ------------ | ------------ | ------------ |
| 1            | [中]         | 柳田         |
| 2            | [遊]         | 今宮         |
| 3            | [左]         | 内川         |
| 4            | [指]         | 李大浩       |
| 5            | [三]         | 松田         |
| 6            | [右]         | 中村         |
| 7            | [一]         | 吉村         |
| 8            | [捕]         | 細川         |
|              | 打           | 江川         |
|              | 捕           | 鶴岡         |
|              | 打           | 長谷川       |
| 9            | [二]         | 明石         |

ソフトバンクは武田、日本ハムは中村勝の先発となった。昨日の勢いそのままにソフトバンクは初回に内川のソロ本塁打で1点を先制する。武田は5回まで無失点に抑えて
6回表、日本ハムは2死2.3塁のチャンスを作ると陽の打球を今宮が悪送球し、三塁走者大引と二塁走者西川が生還、さらに2死2塁から中田の2ラン本塁打でこの回4点を入れ逆転した。さらに8回表にも1死1.2塁から中田の二塁打で追加点を入れた。第2戦は日本ハムが取った。ソフトバンクは先発の武田が6回に捕まったのが大きかった。

#### 第3戦（10月17日）

##### スコア（ファイナルステージ第3戦）
●ソフトバンク 4 - 12 日本ハム○　（福岡ヤフオク!ドーム）
|              | 1 | 2 | 3 | 4 | 5 | 6 | 7 | 8 | 9 | R  | H  | E |
| ------------ | - | - | - | - | - | - | - | - | - | -- | -- | - |
| 日本ハム     | 4 | 3 | 0 | 0 | 1 | 4 | 0 | 0 | 0 | 12 | 12 | 0 |
| ソフトバンク | 1 | 0 | 0 | 0 | 2 | 0 | 0 | 0 | 1 | 4  | 14 | 1 |

1. （ソフトバンク2勝2敗）
2. 日：○吉川 (6回) - A・カーター (1回) - 矢貫 (1回) - 武田勝 (1回)
3. ソ：●攝津 (2回) - 東浜 (7回)
4. 勝利：吉川（1勝）
5. 敗戦：攝津（1敗）
6. 本塁打
日：陽1号（1回1点・攝津）、小谷野1号（1回3点・攝津）、陽2号（2回3点・攝津）、中田3号（6回3点・東浜）
ソ：内川2号（5回2点・吉川）
7. 審判
［球審］杉本
［塁審］真鍋（1B）、佐藤（2B）、山本（3B）
［外審］有隅（LL）、敷田（RL）
8. 開始：18時00分　観衆：31,176人　時間：3時間13分

###### オーダー
| 日本ハム | 日本ハム | 日本ハム |
| 打順     | 守備     | 選手     |
| -------- | -------- | -------- |
| 1        | [右]     | 西川     |
| 2        | [二]     | 中島卓   |
| 3        | [中]     | 陽       |
| 4        | [左]一   | 中田     |
| 5        | [指]     | 大谷     |
|          | 打指     | ミランダ |
| 6        | [一]     | 小谷野   |
|          | 左       | 谷口     |
| 7        | [三]     | 近藤     |
| 8        | [遊]     | 大引     |
|          | 打       | 稲葉     |
|          | 遊       | 飯山     |
| 9        | [捕]     | 大野     |

| ソフトバンク | ソフトバンク | ソフトバンク |
| 打順         | 守備         | 選手         |
| ------------ | ------------ | ------------ |
| 1            | [中]         | 柳田         |
| 2            | [遊]         | 今宮         |
| 3            | [左]         | 内川         |
| 4            | [指]         | 李大浩       |
| 5            | [三]         | 松田         |
| 6            | [右]         | 中村         |
| 7            | [一]         | 吉村         |
| 8            | [捕]         | 細川         |
|              | 打捕         | 鶴岡         |
|              | 打           | 長谷川       |
|              | 捕           | 髙谷         |
| 9            | [二]         | 明石         |
|              | 打           | カニザレス   |

ソフトバンクはシーズン10勝も規定投球回到達を逃した攝津、日本ハムは開幕投手を任されるも3勝止まりだった吉川の先発となった。日本ハムは初回に2死無走者から陽のソロ本塁打、さらに2死1.2塁から小谷野の3ラン本塁打で一挙4点を先制する。ソフトバンクはその裏、2死2塁から李大浩の適時打で1点を返す。2回表、日本ハムは2死2.3塁から陽の3ラン本塁打で3点を入れ攝津はこの回でKOされた。ソフトバンクは3回から東浜を投入した。日本ハムは攻撃の手を緩めず、5回には2死1.2塁から近藤の適時打で1点を追加した。その裏、ソフトバンクは1死1塁から内川の2試合続けとなる2ラン本塁打で2点を返す。6回表、日本ハムは1死1.3塁から陽の適時打、さらに1死1.2塁から中田の3試合続けてとなる3ラン本塁打で3点を入れ試合を決めた。日本ハムが連勝で2勝2敗のタイに戻した。一方ソフトバンクは先発の攝津が誤算だった。

#### 第4戦（10月18日）

##### スコア（ファイナルステージ第4戦）
○ソフトバンク 5 - 2 日本ハム●　（福岡ヤフオク!ドーム）
|              | 1 | 2 | 3 | 4 | 5 | 6 | 7 | 8 | 9 | R | H  | E |
| ------------ | - | - | - | - | - | - | - | - | - | - | -- | - |
| 日本ハム     | 0 | 1 | 0 | 0 | 1 | 0 | 0 | 0 | 0 | 2 | 4  | 0 |
| ソフトバンク | 1 | 1 | 2 | 0 | 0 | 0 | 1 | 0 | X | 5 | 13 | 0 |

1. （ソフトバンク3勝2敗）
2. 日：●木佐貫 (2回) - メンドーサ (3回) - 谷元 (1回0/3) - A・カーター (0回2/3) - 白村 (1回1/3)
3. ソ：○中田 (5回) - H岡島 (0回2/3) - H森福 (0回1/3) - H森 (1回) - H五十嵐 (1回) - Sサファテ (1回)
4. 勝利：中田（1勝）
5. セーブ：サファテ（1S）
6. 敗戦：木佐貫（1敗）
7. 本塁打
ソ：柳田1号（1回1点・木佐貫）
8. 審判
［球審］山本
［塁審］佐藤（1B）、有隅（2B）、敷田（3B）
［外審］牧田（LL）、真鍋（RL）
9. 開始：13時00分　観衆：31,647人　時間：4時間20分

###### オーダー
| 日本ハム | 日本ハム | 日本ハム |
| 打順     | 守備     | 選手     |
| -------- | -------- | -------- |
| 1        | [右]     | 西川     |
| 2        | [二]     | 中島卓   |
| 3        | [中]     | 陽       |
| 4        | [左]一   | 中田     |
| 5        | [一]三   | 小谷野   |
| 6        | [指]     | ミランダ |
| 7        | [三]遊   | 近藤     |
| 8        | [遊]     | 大引     |
|          | 打       | 赤田     |
|          | 走遊     | 飯山     |
|          | 打左     | 谷口     |
| 9        | [捕]     | 大野     |
|          | 打       | 稲葉     |
|          | 捕       | 市川     |

| ソフトバンク | ソフトバンク | ソフトバンク |
| 打順         | 守備         | 選手         |
| ------------ | ------------ | ------------ |
| 1            | [中]         | 柳田         |
| 2            | [二]         | 明石         |
| 3            | [左]         | 内川         |
| 4            | [一]         | 李大浩       |
| 5            | [三]         | 松田         |
| 6            | [右]         | 中村         |
| 7            | [指]         | 吉村         |
| 8            | [遊]         | 今宮         |
| 9            | [捕]         | 細川         |

ソフトバンクは中田、日本ハムは木佐貫の先発。ソフトバンクは初回、柳田の先頭打者本塁打で1点を先制する。日本ハムは2回表に1死満塁のチャンスで大野の適時打で同点に追いつく。ソフトバンクは2回裏、1死3塁から吉村の適時打で1点を勝ち越し、3回裏には2死満塁から松田の2点適時打で2点を追加した。ソフトバンクは先発の中田が5回2失点の好投でその後をリリーフ陣に託し、そのまま逃げ切って日本シリーズ進出に王手を賭けた。日本ハムはいよいよ崖っぷちに追い込まれた。

#### 第5戦（10月19日）

##### スコア（ファイナルステージ第5戦）
●ソフトバンク 4 - 6 日本ハム○　（福岡ヤフオク!ドーム）
|              | 1 | 2 | 3 | 4 | 5 | 6 | 7 | 8 | 9 | 10 | 11 | R | H  | E |
| ------------ | - | - | - | - | - | - | - | - | - | -- | -- | - | -- | - |
| 日本ハム     | 0 | 0 | 0 | 0 | 0 | 0 | 3 | 1 | 0 | 0  | 2  | 6 | 12 | 0 |
| ソフトバンク | 0 | 4 | 0 | 0 | 0 | 0 | 0 | 0 | 0 | 0  | 0  | 4 | 7  | 0 |

1. （ソフトバンク3勝3敗）
2. 日：大谷 (7回) - Hクロッタ (2回) - H宮西 (0回2/3) - ○鍵谷 (0回1/3) - S増井 (1回)
3. ソ：スタンリッジ (6回) - 森 (0回2/3) - H森福 (0回1/3) - 五十嵐 (2回) - ●サファテ (1回2/3) - 岩嵜 (0回1/3)
4. 勝利：鍵谷（2勝）
5. セーブ：増井（1S）
6. 敗戦：サファテ（1敗1S）
7. 本塁打
日：中田4号（8回1点・五十嵐）
8. 審判
［球審］敷田
［塁審］有隅（1B）、牧田（2B）、真鍋（3B）
［外審］杉本（LL）、佐藤（RL）
9. 開始：13時00分　観衆：34,070人　時間：4時間26分

###### オーダー
| 日本ハム | 日本ハム | 日本ハム |
| 打順     | 守備     | 選手     |
| -------- | -------- | -------- |
| 1        | [右]     | 西川     |
| 2        | [二]     | 中島卓   |
| 3        | [中]     | 陽       |
| 4        | [左]一   | 中田     |
| 5        | [一]三   | 小谷野   |
| 6        | [指]     | ミランダ |
|          | 走指     | 杉谷     |
| 7        | [三]遊   | 近藤     |
| 8        | [遊]     | 大引     |
|          | 打       | 稲葉     |
|          | 走遊     | 飯山     |
|          | 打左     | 谷口     |
| 9        | [捕]     | 大野     |

| ソフトバンク | ソフトバンク | ソフトバンク |
| 打順         | 守備         | 選手         |
| ------------ | ------------ | ------------ |
| 1            | [中]         | 柳田         |
| 2            | [二]         | 明石         |
| 3            | [左]         | 内川         |
| 4            | [一]         | 李大浩       |
| 5            | [三]         | 松田         |
| 6            | [右]         | 中村         |
| 7            | [指]         | 吉村         |
| 8            | [遊]         | 今宮         |
| 9            | [捕]         | 細川         |

ソフトバンクはスタンリッジ、日本ハムは大谷の先発で始まった。ソフトバンクは2回に一挙4点を先制する。日本ハムは7回に3点を入れ1点差に詰め寄ると、8回には中田が五十嵐からCSファイナル第4号本塁打を放ちついに同点に追いつく。延長戦に入り、11回表に日本ハムが中島の2点適時打で勝ち越しこれが決勝点となった。日本ハムが勝利し、日本シリーズ進出に逆王手を賭けた。3位のチームが日本シリーズ進出に逆王手を賭けたのは2010年のロッテ以来4年ぶりとなった。ソフトバンクは4点差を守れなかった。

#### 最終戦（10月20日）

##### スコア（ファイナルステージ最終戦）
○ソフトバンク 4 - 1 日本ハム●　（福岡ヤフオク!ドーム）
|              | 1 | 2 | 3 | 4 | 5 | 6 | 7 | 8 | 9 | R | H | E |
| ------------ | - | - | - | - | - | - | - | - | - | - | - | - |
| 日本ハム     | 0 | 0 | 0 | 0 | 0 | 0 | 0 | 0 | 1 | 1 | 9 | 0 |
| ソフトバンク | 0 | 0 | 0 | 2 | 1 | 0 | 0 | 1 | X | 4 | 8 | 1 |

1. （ソフトバンク4勝3敗）
2. 日：●上沢 (3回2/3) - 鍵谷 (1回1/3) - 谷元 (2回) - 白村 (1回)
3. ソ：○大隣 (7回) - H五十嵐 (1回) - サファテ (1回)
4. 勝利：大隣（1勝）
5. 敗戦：上沢（1敗）
6. 本塁打
ソ：細川1号（5回1点・鍵谷）
7. 審判
［球審］真鍋
［塁審］牧田（1B）、杉本（2B）、佐藤（3B）
［外審］山本（LL）、有隅（RL）
8. 開始：18時00分　観衆：38,561人　時間：3時間24分

###### オーダー
| 日本ハム | 日本ハム | 日本ハム |
| 打順     | 守備     | 選手     |
| -------- | -------- | -------- |
| 1        | [右]     | 西川     |
| 2        | [二]     | 中島卓   |
| 3        | [中]     | 陽       |
| 4        | [左]     | 中田     |
| 5        | [一]     | 小谷野   |
| 6        | [指]     | ミランダ |
|          | 打指     | 赤田     |
|          | 打指     | 稲葉     |
| 7        | [三]     | 近藤     |
| 8        | [遊]     | 大引     |
| 9        | [捕]     | 市川     |
|          | 打捕     | 大野     |

| ソフトバンク | ソフトバンク | ソフトバンク |
| 打順         | 守備         | 選手         |
| ------------ | ------------ | ------------ |
| 1            | [中]         | 柳田         |
| 2            | [二]         | 明石         |
| 3            | [左]         | 内川         |
| 4            | [一]         | 李大浩       |
| 5            | [三]         | 松田         |
| 6            | [右]         | 中村         |
| 7            | [指]         | 吉村         |
| 8            | [遊]         | 今宮         |
| 9            | [捕]         | 細川         |

2010年のCSファイナルステージ以来4年ぶりとなる第6戦が行われ、ソフトバンクは初戦に先発した大隣、日本ハムは上沢が先発となった。4回裏、ソフトバンクは無死2塁から内川の適時打、さらに2死1.3塁となって吉村の適時打で2点を先制する。5回裏には先頭打者細川のソロ本塁打で1点を入れ、8回裏には1死3塁から李大浩の二塁打で1点を追加した。先発の大隣は7回無失点の好投を見せ、8回に五十嵐が抑えた。9回にはサファテがマウンドに上がり、2死2塁となってから大野の投手前安打をサファテが悪送球し、二塁走者近藤が生還し1点を返す。だが後続を打ち取った。ソフトバンクが3年ぶりに日本シリーズ進出を決めた。一方日本ハムは先発の上沢が試合を作れず打線も9回に1点を返すのがやっとで2010年のロッテ以来の3位下剋上での日本シリーズ進出を逃した。
また、日本ハムではこの年限りで稲葉と金子が現役を引退することになり、試合終了後に両チームの選手から胴上げされた。一方ソフトバンクの秋山監督もこの年限りでの監督退任が決まった。

## 表彰選手
- MVP：吉村裕基（ソフトバンク）

## テレビ・ラジオ放送

### テレビ放送

#### ファーストステージ放送日程（テレビ）
第1戦
- 関西テレビ（KTV）≪関西広域圏ローカル≫
  - 実況：大橋雄介、解説：田尾安志、片岡篤史、ゲスト解説：野茂英雄、リポーター：吉原功兼（両サイド）
  - 放送時間：15:00 - 17:00（最大延長17:30まで）
- 北海道文化放送（UHB）≪北海道ローカル≫
  - 実況：廣岡俊光、解説：金村暁、リポーター・ヒーローインタビュアー：中村剛大（日本ハムサイドのみ）
  - 放送時間：13:50 - 16:30（最大延長17:30まで）
- NHK BS1（『阪神 vs 広島』とマルチ編成、全て101chにて放送）
  - 実況：小野塚康之、解説：梨田昌孝、リポーター：横山哲也（オリックスサイド）、宮田貴行（日本ハムサイド）
  - 放送時間：14:00 - 17:30（試合終了まで延長）
- FOXスポーツ&エンターテイメント、FOXムービー プレミアム（2局で同内容を放送）
  - 実況：濱野圭司、解説：野田浩司、リポーター：波佐間崇晃（両サイド）
  - 放送時間：13:56 - 試合終了まで

第2戦
- 北海道放送（HBC）≪北海道ローカル≫
  - 実況:卓田和広、解説:大宮龍男、岩本勉、リポーター:水野善公（日本ハムサイドのみ）
  - 放送時間:13:54 - 17:00（延長なし）
- NHK BS1（『阪神 vs 広島』とマルチ編成、全て102chにて放送）
  - 実況：三浦拓実、解説：小久保裕紀、リポーター：小野塚康之（オリックスサイド・ヒーローインタビュアー）、宮田貴行（日本ハムサイド・監督インタビュアー）
  - 放送時間：14:00 - 17:30（試合終了まで延長）
- FOXスポーツ&エンターテイメント、FOXムービー プレミアム（2局で同内容を放送）
  - 実況：大前一樹、解説：中沢伸二、リポーター：波佐間崇晃（両サイド）
  - 放送時間：13:56 - 試合終了まで

10月13日
- 台風の接近のため中止。関西テレビ（KTV）≪関西広域圏ローカル≫、北海道テレビ（HTB）≪北海道ローカル≫、NHK BS1、FOXスポーツ&エンターテイメント、FOXムービー プレミアムにて中継が予定されていた。

第3戦
- NHK BS1
  - 実況：宮田貴行、解説：大野豊、リポーター：横山哲也（オリックスサイド）、三浦拓実（日本ハムサイド）
  - 放送時間：18:00 - 21:30（試合終了まで延長　21:49以後102で放送）
- FOXスポーツ&エンターテイメント、FOXムービー プレミアム（2局で同内容を放送）
  - 実況：大前一樹、解説：山崎慎太郎、リポーター：波佐間崇晃（両サイド）
  - 放送時間：17:56 - 試合終了まで

※地上波の放送は北海道・関西とも編成の都合上実施されなかった

#### ファイナルステージ放送日程（テレビ）
第1戦
- テレビ西日本（TNC）≪福岡県ローカル≫
  - 実況：大谷真宏、解説：池田親興、ゲスト解説：井口資仁（千葉ロッテマリーンズ）、リポーター・ヒーローインタビュアー：坂梨公俊（ソフトバンクサイドのみ）
  - 放送時間：19:00 - 21:00（延長なし）
- 北海道文化放送（UHB）≪北海道ローカル≫
  - 実況：廣岡俊光、解説：金村暁、リポーター：中村剛大（日本ハムサイドのみ）
  - 放送時間：19:00 - 21:00（延長なし）
- TOKYO MX≪東京都ローカル≫
  - 実況：山下末則、解説：若田部健一 、リポーター：若田部遥（HKT48、ソフトバンクサイドのみ）
  - 放送時間：18:00 - 21:00（最大24:00まで延長、18:00 - 19:00、 21:00 - 試合終了までは092chで放送）
- NHK BS1
  - 実況：福澤浩行、解説：小久保裕紀、リポーター：坂梨哲士（LK、ソフトバンクサイド）、三浦拓実 （IK、日本ハムサイド）
  - 放送時間：18:00 - 21:30（試合終了まで延長、21:49 - 試合終了までは102chで放送）
- FOXスポーツ&エンターテイメント
  - 実況：信川竜太、解説：坊西浩嗣、リポーター：ヨンヘ
  - 放送時間：17:56 - 試合終了まで

第2戦
- 福岡放送（FBS）≪札幌テレビ（STV）との2局ネット≫
  - 実況：福岡竜馬、解説：若菜嘉晴、西崎幸広、リポーター：豊原慎二（ソフトバンクサイド）、神谷誠（STV、日本ハムサイド・ヒーローインタビュアー）
  - 放送時間：18:30 - 20:54（延長なし）
- TOKYO MX≪東京都ローカル≫
  - 実況：松下賢次、解説：本間満 、リポーター：吉永実夏（ソフトバンクサイドのみ）
  - 放送時間：18:00 - 21:00（最大24:00まで延長、18:00 - 19:00、 21:00 - 試合終了までは092chで放送）
- NHK BS1（『巨人 vs 阪神』とマルチ編成）
  - 実況：宮田貴行、解説：与田剛、リポーター：別井敬之（ソフトバンクサイド）、三浦拓実 （IK、日本ハムサイド）
  - 放送時間：18:00 - 21:30（試合終了まで延長、全て102chで放送）
- FOXスポーツ&エンターテイメント
  - 実況：山下末則、解説：若田部健一、リポーター：海里
  - 放送時間：17:56 - 試合終了まで

第3戦
- 福岡放送（FBS）≪セ・リーグクライマックスシリーズファイナルステージ『巨人 vs 阪神』の差し替え、札幌テレビ（STV）との2局ネット≫
  - 実況：松井礼明、解説：長池徳士、若菜嘉晴、リポーター：豊原慎二（ソフトバンクサイド）、神谷誠（STV、日本ハムサイド・ヒーローインタビュアー）
  - 放送時間：18:30 - 20:54（延長なし[脚注 4]）
- TOKYO MX≪東京都ローカル≫
  - 実況：山下末則、解説：浜名千広 、リポーター：吉永実夏（ソフトバンクサイドのみ）
  - 放送時間：18:00 - 21:00（最大翌1:30まで延長、18:00 - 19:00、 21:00 - 試合終了までは092chで放送）
- NHK BS1
  - 実況：坂梨哲士（LK）、解説：大野豊、田口壮、リポーター：別井敬之（ソフトバンクサイド）、宮田貴行 （日本ハムサイド）
  - 放送時間：18:00 - 21:30（試合終了まで延長）
- FOXスポーツ&エンターテイメント
  - 実況：加藤暁、解説：柴原洋、リポーター：海里
  - 放送時間：17:56 - 試合終了まで

第4戦
- 九州朝日放送（KBC）≪NCC、KAB、OAB、QABとの5局ネット≫
  - 実況：小林徹夫、解説：西村龍次、リポーター・ヒーローインタビュアー：沖繁義（ソフトバンクサイドのみ）
  - 放送時間：KBCは12:55 - 15:55（最大16:30まで延長）、ネット局は14:00 - 15:55(延長なし)
- 北海道テレビ（HTB）≪北海道ローカル≫
  - 実況：谷口直樹、解説：岩本勉、リポーター：菊地友弘（日本ハムサイドのみ）
  - 放送時間：12:58 - 16:30（延長なし）
- TOKYO MX≪東京都ローカル≫
  - 実況：山下末則、解説：岸川勝也 、リポーター：吉永実夏（ソフトバンクサイドのみ）
  - 放送時間：13:00 - 17:00（最大20:30まで延長、13:00 - 14:00、 17:00 - 試合終了までは092chで放送）
- NHK BS1
  - 実況：渡辺憲司、解説：宮本慎也、リポーター：坂梨哲士（ソフトバンクサイド）、三浦拓実（日本ハムサイド）
  - 放送時間：13:00 - 16:30（試合終了まで延長）
- FOXスポーツ&エンターテイメント
  - 実況：大前一樹、解説：若菜嘉晴、リポーター：海里
  - 放送時間：12:56 - 試合終了まで

第5戦
- RKB毎日放送≪福岡県ローカル≫
  - 実況：茅野正昌、解説：浜名千広、ゲスト解説：里崎智也、リポーター：田中友英（ソフトバンクサイドのみ）
  - 放送時間:12:57 - 17:30（30分延長）
- 北海道放送（HBC）≪北海道ローカル≫
  - 実況:川畑恒一、解説:岩本勉、リポーター:卓田和広（日本ハムサイドのみ・ヒーローインタビュアー）
  - 放送時間:12:54 - 17:30（30分延長）
- TOKYO MX≪東京都ローカル≫
  - 実況：松下賢次、解説：若田部健一 、リポーター：若田部遥（ソフトバンクサイドのみ）
  - 放送時間：13:00 - 17:00（最大20:30まで延長、13:00 - 14:00、 17:00 - 試合終了までは092chで放送）
- NHK BS1
  - 実況：別井敬之、解説：宮本慎也、リポーター：坂梨哲士（LK、ソフトバンクサイド）、宮田貴行 （日本ハムサイド）
  - 放送時間：13:00 - 16:30（試合終了まで延長）
- FOXスポーツ&エンターテイメント
  - 実況：加藤じろう、解説：坊西浩嗣、リポーター：ヨンヘ
  - 放送時間：12:56 - 試合終了まで

第6戦
- 九州朝日放送（KBC）≪福岡県ローカル≫
  - 実況：近藤鉄太郎、解説：藤原満、リポーター：小林徹夫（ソフトバンクサイドのみ・優勝監督インタビュアー）
  - 放送時間：18:25 - 21:54
- TOKYO MX≪東京都ローカル≫
  - 実況：山下末則、解説：本間満、ゲスト：若田部遥（HKT48）、リポーター：松中みなみ（祝勝会）
  - 放送時間：18:30 - 23:15（135分延長、21:00 - 23:15までは092chで放送）
- NHK BS1
  - 実況：坂梨哲士（LK）、解説：小久保裕紀、リポーター：別井敬之（LK、ソフトバンクサイド）、宮田貴行（IK、日本ハムサイド）
  - 放送時間：18:00 - 21:30（試合終了まで延長）
- FOXスポーツ&エンターテイメント
  - 実況：信川竜太、解説：若田部健一、リポーター：ヨンヘ
  - 放送時間：17:56 - 21:30（試合終了まで延長）

※北海道での地上波の放送は編成の都合上実施されなかった。

### ラジオ放送

#### ファーストステージ放送日程（ラジオ）
第1戦
- NHKラジオ第1放送≪北海道地区のみ≫
  - 実況：田中崇裕（G-Media）、解説：小早川毅彦、リポーター：横山哲也（BK、オリックスサイド）、宮田貴行（IK、日本ハムサイド）
- HBCラジオ≪北海道ローカル≫
  - 実況：渕上紘行、解説：大宮龍男、リポーター：川畑恒一（日本ハムサイドのみ）
- 文化放送（QR）≪関東広域圏ローカル、ABC制作分の裏送り[脚注 5]≫
  - 実況：高野純一（ABC）、解説：有田修三、リポーター：山下剛（ABC、両サイド）

第2戦
- NHKラジオ第1放送≪関西・北海道地区のみ≫
  - 実況：横山哲也（BK）、解説：大島康徳、リポーター：小野塚康之（PP、オリックスサイド・ヒーローインタビュアー）、宮田貴行（IK、日本ハムサイド・監督インタビュアー）
- HBCラジオ≪北海道ローカル≫
  - 実況：川畑恒一、解説：二岡智宏、リポーター：渕上紘行（日本ハムサイドのみ）
- 文化放送（QR）≪関東広域圏ローカル、ABC制作分の裏送り[脚注 5]≫
  - 実況：平岩康佑（ABC）、解説：下柳剛、リポーター：高野純一（ABC、両サイド兼務）

10月13日
第3戦
- NHKラジオ第1放送≪関西・北海道地区のみ≫
  - 実況：早瀬雄一（G-Media）、解説：鈴木啓示、リポーター：横山哲也（BK、オリックスサイド）、三浦拓実（IK、日本ハムサイド）
- MBSラジオ≪関西広域圏ローカル≫
  - 実況：馬野雅行、解説：遠山奨志、リポーター：仙田和吉（オリックスサイドのみ）
- HBCラジオ≪北海道ローカル≫
  - 実況：水野善公、解説：大宮龍男、リポーター：渕上紘行（日本ハムサイドのみ）
- ABCラジオ制作分の裏送り≪QR、STVラジオとの2局ネット[脚注 6][脚注 7]≫
  - 実況：山下剛（ABC）、解説：濱中治、リポーター：平岩康佑（ABC、両サイド兼務）

#### ファイナルステージ放送日程（ラジオ）
第1戦
- NHKラジオ第1放送≪九州・沖縄・北海道地区のみ≫
  - 実況：別井敬之（LK）、解説：大島康徳、リポーター：坂梨哲士（LK、ソフトバンクサイド）、三浦拓実 （IK、日本ハムサイド）
- RKBラジオ≪福岡県ローカル≫
  - 実況：田中友英、解説：島田誠、リポーター：服部義夫（ソフトバンクサイド）、水野善公（HBC、日本ハムサイド）
- KBCラジオ≪STV、QRとの3局ネット≫
  - 実況：沖繁義、解説：藤原満、リポーター：小林徹夫（両サイド）
- HBCラジオ≪北海道ローカル≫
  - 実況：卓田和広、解説：新谷博、リポーター：服部義夫（RKB、ソフトバンクサイド）、水野善公（日本ハムサイド）

第2戦
- NHKラジオ第1放送≪九州・沖縄・北海道地区のみ≫
  - 実況：竹林宏（G-Media）、解説：武田一浩、リポーター：別井敬之（LK、ソフトバンクサイド）、三浦拓実 （IK、日本ハムサイド）
- RKBラジオ≪福岡県ローカル≫
  - 実況：服部義夫、解説：浜名千広、リポーター：宮脇憲一（ソフトバンクサイド）、卓田和広（HBC、日本ハムサイド）
- KBCラジオ≪STV、QRとの3局ネット≫
  - 実況：小林徹夫、解説：西村龍次、リポーター：近藤鉄太郎（両サイド兼務）
- HBCラジオ≪北海道ローカル≫
  - 実況：水野善公、解説：新谷博、リポーター：宮脇憲一（RKB、ソフトバンクサイド）、卓田和広（日本ハムサイド）

第3戦
- NHKラジオ第1放送≪九州・沖縄・北海道地区のみ≫
  - 実況：三浦拓実（IK）、解説：鈴木啓示、リポーター：別井敬之（LK、ソフトバンクサイド）、宮田貴行（IK、日本ハムサイド）
- RKBラジオ≪福岡県ローカル≫
  - 実況：茅野正昌、解説：岸川勝也、リポーター：田中友英（ソフトバンクサイド）、卓田和広（HBC、日本ハムサイド）
- KBCラジオ≪STVとの2局ネット≫
  - 実況：田上和延、解説：西村龍次、リポーター：小林徹夫（両サイド兼務）
- HBCラジオ≪北海道ローカル≫
  - 実況：川畑恒一、解説：二岡智宏、リポーター：田中友英（RKB、ソフトバンクサイド）、卓田和広（日本ハムサイド）
- 文化放送≪関東広域圏ローカル≫
  - 実況：鈴木光裕、解説：東尾修、リポーター：斉藤一美（両サイド兼務）

第4戦
- NHKラジオ第1放送≪全国放送≫
  - 実況：宮田貴行（IK）、解説：梨田昌孝　リポーター：坂梨哲士（LK、ソフトバンクサイド）、三浦拓実（IK、日本ハムサイド）
- RKBラジオ≪福岡県ローカル≫
  - 実況：田中友英、解説：浜名千広、リポーター：三好ジェームス（ソフトバンクサイド）、川畑恒一（HBC、日本ハムサイド）
- KBCラジオ≪福岡県ローカル≫
  - 実況：近藤鉄太郎、解説：藤原満、リポーター：田上和延（ソフトバンクサイドのみ）
- HBCラジオ≪北海道ローカル≫
  - 実況：卓田和広、解説：二岡智宏、リポーター：三好ジェームス（RKB、ソフトバンクサイド）、川畑恒一（日本ハムサイド）
- 文化放送≪関東広域圏ローカル≫
  - 実況：斉藤一美、解説：東尾修、リポーター：槙嶋範彦（両サイド兼務）

第5戦
- NHKラジオ第1放送≪全国放送≫
  - 実況：別井敬之（LK）、解説：宮本慎也、リポーター：坂梨哲士（LK、ソフトバンクサイド）、宮田貴行（IK、日本ハムサイド）
- RKBラジオ≪福岡県ローカル≫
  - 実況：櫻井浩二、解説：島田誠、リポーター：宮脇憲一（ソフトバンクサイド）、水野善公（HBC、日本ハムサイド）
- KBCラジオ≪福岡県ローカル≫
  - 実況：沖繁義、解説：藤原満、リポーター：近藤鉄太郎（ソフトバンクサイドのみ）
- HBCラジオ≪北海道ローカル≫
  - 実況：渕上紘行、解説：大宮龍男、リポーター：宮脇憲一（RKB、ソフトバンクサイド）、水野善公（日本ハムサイド）
- 文化放送≪関東広域圏ローカル≫
  - 実況：槙嶋範彦、解説：東尾修、リポーター：鈴木光裕（両サイド兼務）

第6戦
- NHKラジオ第1放送≪全国放送[脚注 8]≫
  - 実況：三浦拓実（IK）、解説：与田剛、リポーター：別井敬之（LK、ソフトバンクサイド）、宮田貴行（IK、日本ハムサイド）
- RKBラジオ≪福岡県ローカル≫
  - 実況：茅野正昌、解説：岸川勝也、リポーター：宮脇憲一（ソフトバンクサイド）、渕上紘行（HBC、日本ハムサイド）
- KBCラジオ≪STVとの2局ネット≫
  - 実況：田上和延、解説：西村龍次、リポーター：沖繁義（両サイド兼務）
- HBCラジオ≪北海道ローカル≫
  - 実況：水野善公、解説：大宮龍男、リポーター：宮脇憲一（RKB、ソフトバンクサイド）、渕上紘行（日本ハムサイド）
- 文化放送≪関東広域圏ローカル≫
  - 実況：鈴木光裕、解説：東尾修、リポーター：斉藤一美（両サイド兼務）
- ニッポン放送≪関東広域圏ローカル[脚注 9]≫
  - 実況：胡口和雄、解説：大矢明彦、リポーター：洗川雄司（両サイド兼務）